# Andreas Cesana
Andreas Cesana (* 12. März 1951 in Basel; † 8. Mai 2019) war ein Schweizer Philosoph und Leiter des Studium generale an der Johannes Gutenberg-Universität Mainz.

## Leben
Von 1970 bis 1979 studierte Cesana Philosophie, Allgemeine Geschichte und Schweizergeschichte an der Universität Basel, wo er 1979 mit einer Arbeit über Johann Jakob Bachofen auch promoviert wurde. Von 1979 bis 1986 war er Assistent am Philosophischen Seminar an der Universität Basel, wo er sich 1986 mit einer Arbeit zur Geschichtsphilosophie habilitierte. Von 1986 bis 1996 war er wissenschaftlicher Bibliothekar und Fachreferent für Philosophie, Theologie und Religionswissenschaft an der Öffentlichen Bibliothek der Universität Basel. Daneben lehrte er an der Universität Basel und wurde 1992 zum ausserordentlichen Professor ernannt. 1996 erfolgte die Berufung zum Leiter des Studium generale und zum Professor für Philosophie an der Johannes Gutenberg-Universität Mainz. Dort war er Vorstandsmitglied der Vereinigung der "Freunde der Universität Mainz" und Vorstandsvorsitzender der Stiftung "Johannes Gutenberg-Stiftungsprofessur".
Schwerpunkte seiner Publikations- und Vortragstätigkeit waren die Philosophie der Geschichte, die Existenzphilosophie, die Kulturphilosophie, Argumentationstheorie, Interkulturelle Philosophie, Ethik und Bioethik sowie Fragen der Interdisziplinarität. Als Leiter der Redaktionsstelle der Kritischen Gesamtausgabe der Werke Jacob Burckhardts und als Mitherausgeber (seit 1988) der Gesammelten Werke Johann Jakob Bachofens lag ein weiterer Schwerpunkt seiner Tätigkeit auf der Editionsarbeit. Cesana war zudem Stiftungsratsmitglied der Jacob Burckhardt-Stiftung (Basel), Direktoriumsmitglied der "Jacob Burckhardt-Gespräche auf Castelen" in Augst (Schweiz) und Direktor der International Association of Jaspers Societies.

## Schriften (Auswahl)
Monografien und Herausgeberschaften
- Kulturkonflikte und Kommunikation. Zur Aktualität von Jaspers Philosophie/Cross-Cultural Conflicts and Communication. Rethinking Jaspers's Philosophy Today. Würzburg 2014 (als Hrsg.)
- Karl Jaspers: Geschichtliche Wirklichkeit mit Blick auf die Grundfragen der Menschheit/Karl Jaspers: Historic Actuality in View of Fundamental Problems of Mankind. Hrsg. A. Cesana u. Gregory J. Walters, Würzburg 2008
- Neue Wege des Denkens. Tokio 2007 (in japanischer Sprache)
- «Unerschöpflichkeit der Quellen». Burckhardt neu ediert – Burckhardt neu entdeckt. Hrsg. Urs Breitenstein, A. Cesana u. Martin Hug, Basel/München 2004
- Begegnungen mit Jacob Burckhardt. Vorträge in Basel und Princeton zum hundertsten Todestag/Encounters with Jacob Burckhardt. Centenary Papers. Hrsg. A. Cesana u. Lionel Gossman, Basel/München 2004
- Zur Theoriebildung und Philosophie des Interkulturellen. Jahrbuch Deutsch als Fremdsprache 26/2000, Thematischer Teil II, Hrsg. A. Cesana u. Dietrich Eggers
- Interkulturalität. Grundprobleme der Kulturbegegnung. Mainz 1999 (als Hrsg.)
- Johann Jakob Bachofen: Viaggio in Grecia. Venezia 1993 (als Hrsg.)
- Johann Jakob Bachofen: Diritto e storia – Scritti sul matriarcato, l'antichità e l'Ottocento. Hrsg. A. Cesana u. Maurizio Ghelardi, Venezia 1990
- Geschichte als Entwicklung – Zur Kritik des geschichtsphilosophischen Entwicklungsdenkens. Berlin/New York 1988
- Philosophische Tradition im Dialog mit der Gegenwart. Festschrift für Hansjörg A. Salmony Hrsg. Olga Rubitschon u. a. Cesana, Basel/Boston/Stuttgart 1985
- Johann Jakob Bachofens Geschichtsdeutung – Eine Untersuchung ihrer geschichtsphilosophischen Voraussetzungen. Basel/Boston/Stuttgart 1983